# Club de Futbol Peralada
El Club de Futbol Peralada  es un club de fútbol español de la localidad de Perelada, en Gerona, Cataluña. Fundado en 1915, juega en la Tercera División de España. Disputa sus partidos como local en el campo municipal de Perelada con una capacidad de 1500 espectadores.

## Historia
Es un equipo que ha desarrollado casi toda su trayectoria en las categorías regionales catalanas desde su fundación en 1915, ya que tan sólo ha disputado 8 temporadas en la Tercera División de España, contando con la actual. Sus mejores clasificaciones en dicha categoría se dieron de la mano de un debutante Raül Agné, con un meritorio 5.º puesto en 2005, y una 8.ª posición a la siguiente temporada. En julio de 2017 se convierte en el filial del Girona FC de la Primera División de España.

El 23 de julio de 2017 el club cambia de nombre de Club de Fútbol Peralada a Club de Fútbol Peralada - Girona B. En junio de 2019 acabó el acuerdo de filiación con el Girona FC.

## Promoción a Segunda División B
Después de hacer una magnífica temporada 2016/17, quedó clasificado en segunda posición del Grupo V, lo cual le dio la opción a disputar el PlayOff de ascenso, donde debió enfrentarse en la primera eliminatoria al CD Móstoles, Ganando en Madrid 0-1 y en tierra catalana, 2-0.

En Semifinales le tocó por sorteo a la UB Conquense, Ganado 3-0 en casa y perdiendo 3-1 en Cuenca, en la final el contrincante sería el Club Rápido de Bouzas, empatando en tierras gallegas 1-1, y en casa 2-2; debidos a los goles marcados fuera de casa, el Peralada se queda sin el ansiado ascenso.
El 5 de julio de 2017 y tras el descenso administrativo del Club de Futbol Gavà por impagos, el Club paga la cantidad de 133.000€ comprando su plaza lo cual, le da derecho a disputar la Segunda División B de España.

## Datos del club
| Concepto                                   | Valor | Periodo             |
| ------------------------------------------ | ----- | ------------------- |
| Temporadas en Segunda División B de España | 1     | 2017                |
| Temporadas en Tercera División             | 8     | 2002-2007 2014-2017 |
| Mejor puesto en la Liga                    | 2.º   | Temporada 2016/17   |